# Granieu
Granieu ist eine französische Gemeinde mit 516 Einwohnern (Stand: 1. Januar 2022) im Département Isère in der Region Auvergne-Rhône-Alpes. Sie gehört zum Arrondissement La Tour-du-Pin und zum Kanton Chartreuse-Guiers. Die Einwohner werden Granieulans genannt.

## Geographie
Die Gemeinde Granieu liegt an der Bièvre im westlichen Vorland der Chartreuse, etwa 28 Kilometer westlich von Chambéry. Granieu wird umgeben von den Nachbargemeinden Les Avenières im Nordwesten und Norden, Saint-Genix-sur-Guiers im Osten, Chimilin im Süden sowie Corbelin im Westen. 

## Bevölkerungsentwicklung
| Jahr                       | 1962 | 1968 | 1975 | 1982 | 1990 | 1999 | 2006 | 2013 | 2021 |
| Einwohner                  | 223  | 187  | 195  | 236  | 248  | 258  | 381  | 472  | 513  |
| Quellen: Cassini und INSEE |      |      |      |      |      |      |      |      |      |

## Sehenswürdigkeiten

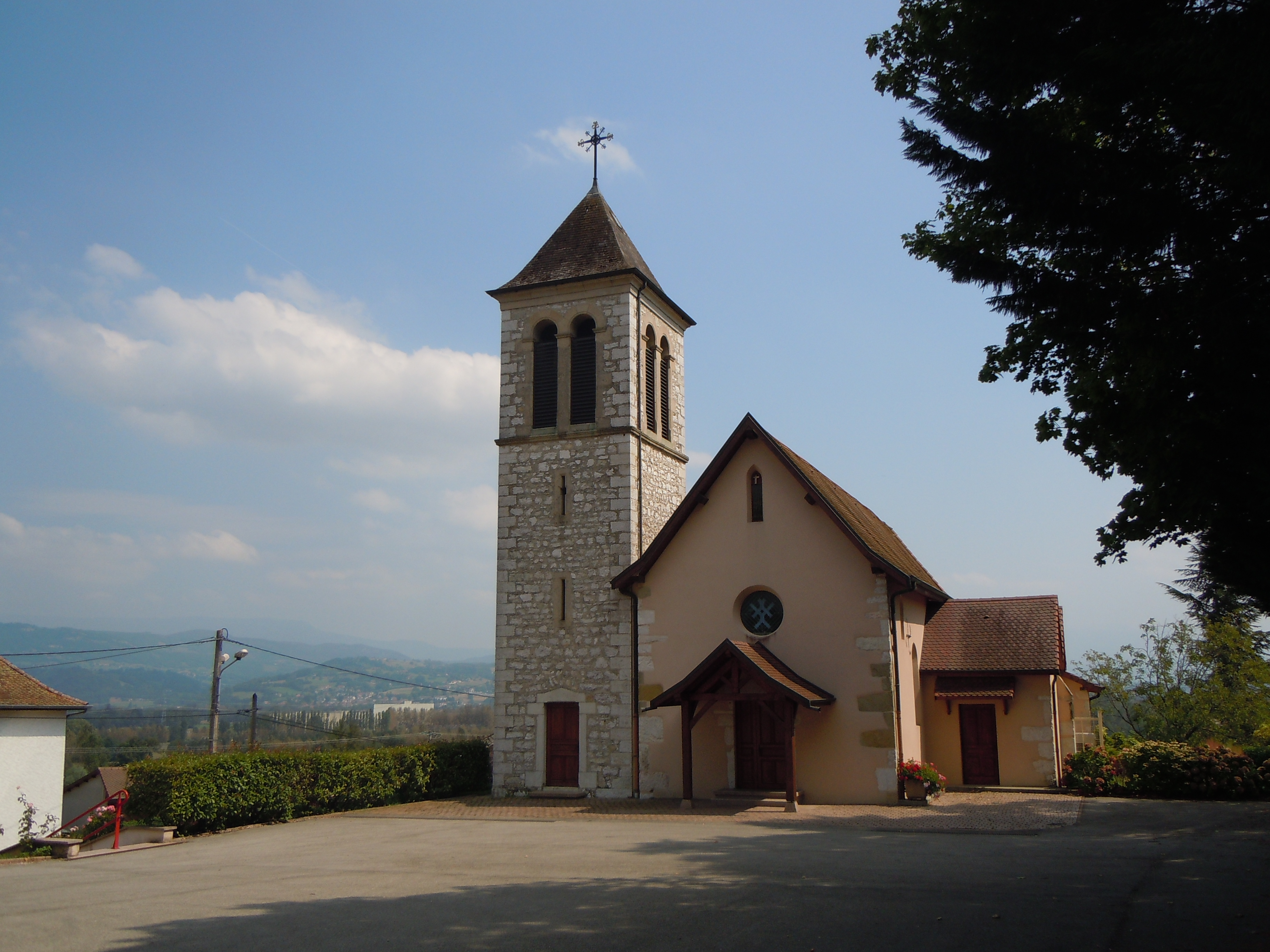
Kirche Saint-Blaise
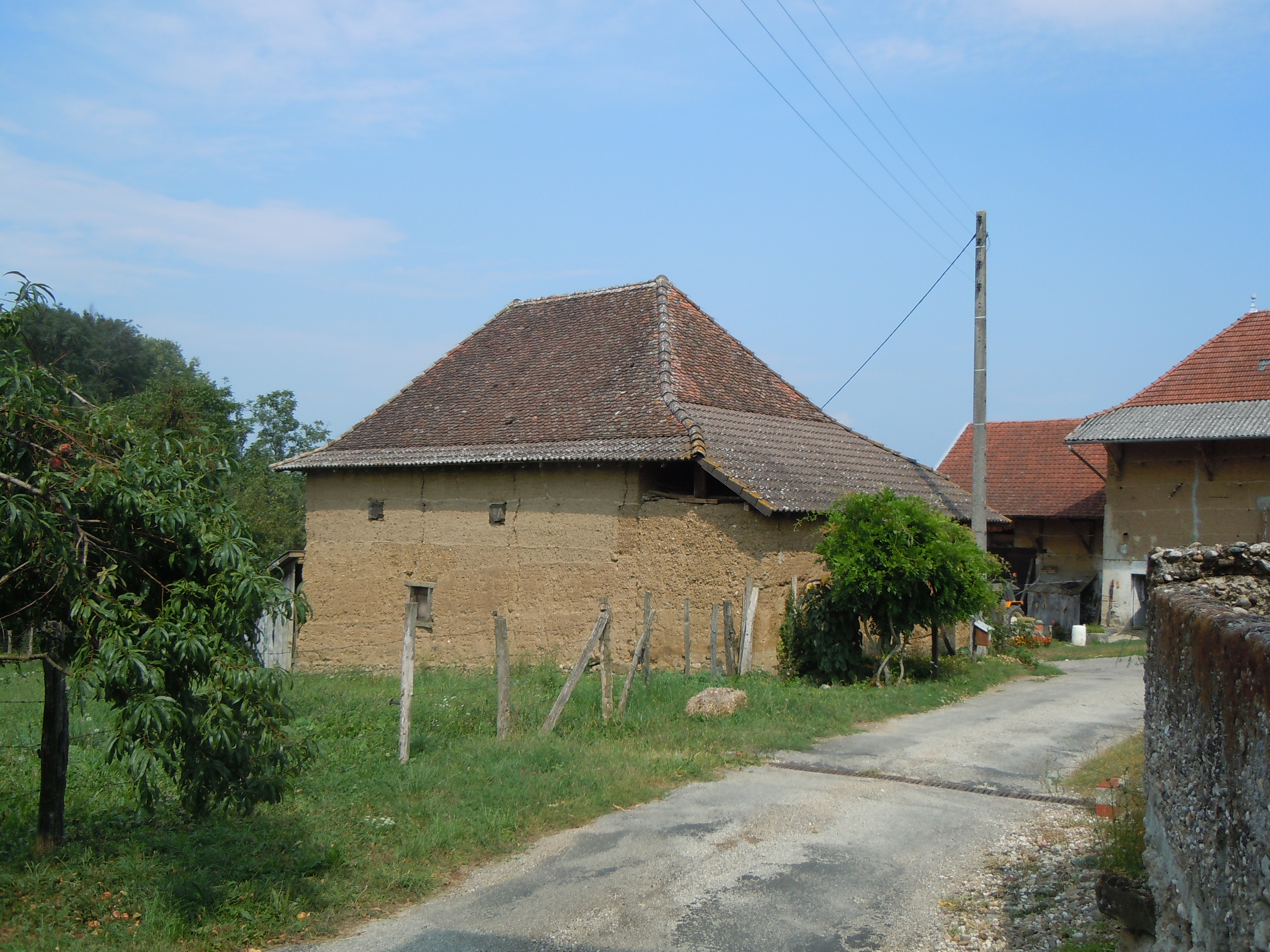
Ziegenfarm
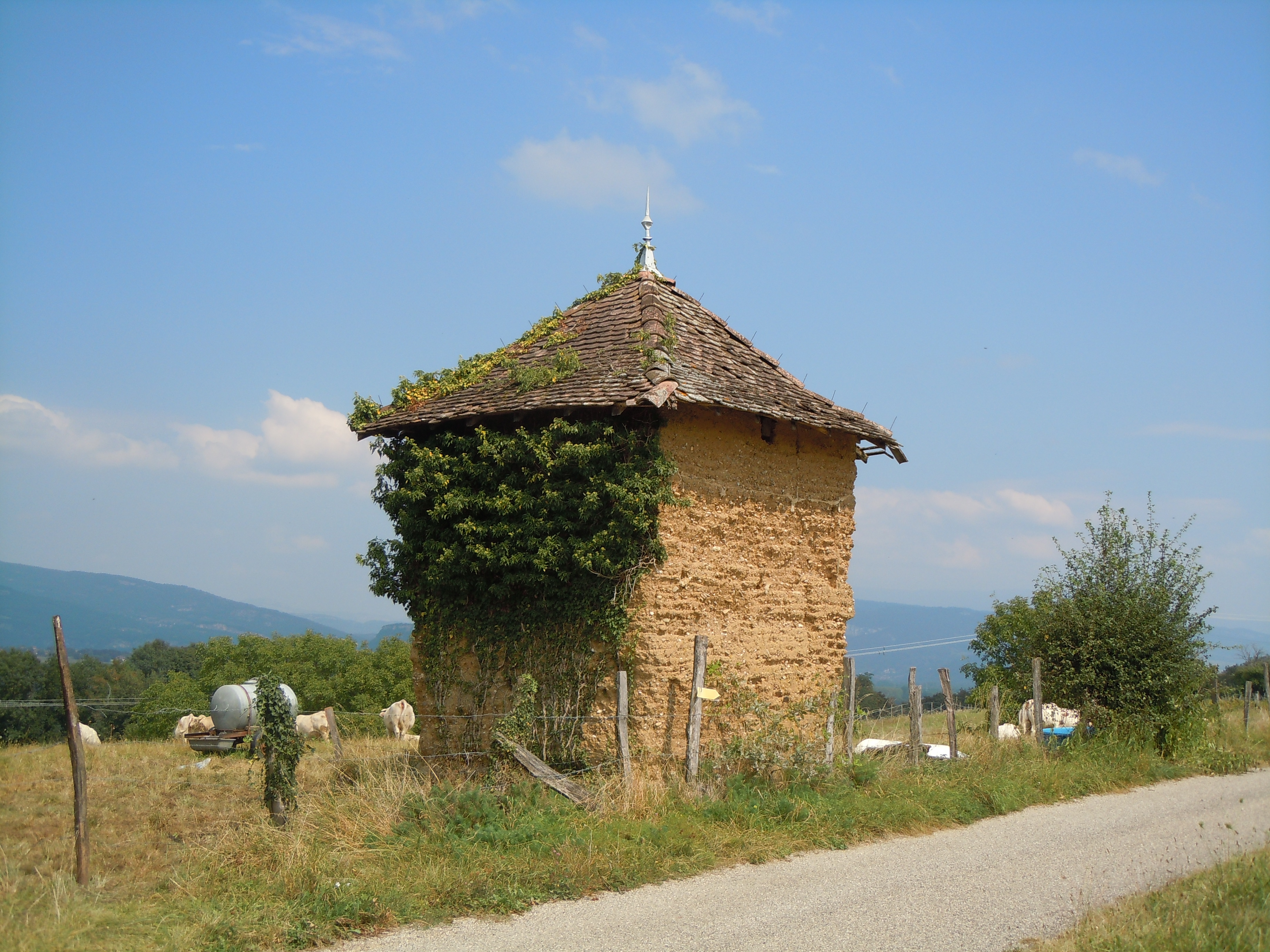
Ruinöse Scheune

- Kirche Saint-Blaise
- Ziegenfarm
- Ruinöse Scheune